# STS-98
|  | Denne artikel handler om en mission i rumfærge-programmet. For informationer om programmet se rumfærge-programmet. |
STS-98 (Space Transportation System-98) var rumfærgen Atlantis 23. rumfærge-flyvning. Hovedformålet med rummissionen var at bringe det amerikanske modul Destiny til Den Internationale Rumstation.
Tre rumvandringer blev udført for at fuldføre arbejdet.

## Besætning
- Kenneth Cockrell (kaptajn)
- Mark Polansky (pilot)
- Robert Curbeam (missionsspecialist)
- Marsha Ivins (missionsspecialist)
- Thomas Jones (missionsspecialist)

## Missionen
- Rumfærgen Atlantis
- Modulet Destiny
- Frisure i vægtløs tilstand

Hovedartikler: